# Jade Ramsey
Jade Nicole Ramsey, coneguda simplement com a Jade Ramsey, (Bournemouth, Dorset, Anglaterra, 10 de febrer de 1988) és una actriu anglesa, coneguda sobretot pel seu paper a la sèrie televisiva de Nickelodeon, La Casa d'Anubis, en la qual interpretava la Patricia Williams.

## Carrera
Ramsey va aparèixer en una pel·lícula on ella i la seva germana van aparèixer com el Brit Twins. Ella també va co-protagonitzar el xou del pollet Comèdia, on es deia Jean, Twinny Somethings, amb la seva germana bessona Nikita Ramsey. El seu primer treball com a actor professional va ser X-Men 2 com a doble X-Kid. El 2010, Ramsey co-protagonitzà la sèrie de Nickelodeon, House of Anubis, com Patricia Williamson que ha aparegut en les tres temporades de la sèrie. La seva germana bessona va fer una aparició especial com la germana bessona de la Patricia, Piper. Ramsey va obtenir un paper principal en la pel·lícula de terror A Haunting a Silver Falls costat de la seva germana Nikita. Van actuar com germanes bessones, Heather i Holly Dahl.

## Vida personal
Jade Ramsey va néixer a Bournemouth, Anglaterra. Ella té una germana bessona, Nikita Ramsey. El seu germà xic, Guy Ramsey, es va suïcidar després de patir una greu malaltia. La seva mare es deia Alison Ramsey, 

## Filmografia
- X-Men 2 (2003)
- All About Evil (2010)
- A Haunting at Silver Falls (2013)

## Televisió
- Zoey 101 (2008)
- House of Anubis (2011-2013)